# 布律埃-拉比西耶尔
布律埃-拉比西耶尔（法語：Bruay-la-Buissière，法語發音：[bʁyɛ la bɥisjɛʁ]），法国北部城市，上法兰西大区加来海峡省的一个市镇，隶属于贝蒂讷区，其市镇面积为16.35平方公里，2022年1月1日时人口数量为21,997人，是该省人口第八多的市镇，在法国城市中排名第416位。
布律埃-拉比西耶尔位于加来海峡省中北部，北部-加来海峡矿区西南部，拉沃河畔。该市成立于1987年，由阿图瓦地区布律埃和拉比西耶尔两地合并而成。布律埃在19世纪末期因煤炭开采而兴盛，成为同名矿业公司的总部所在地，20世纪中后期煤炭开采活动逐渐停止。

## 地名来源

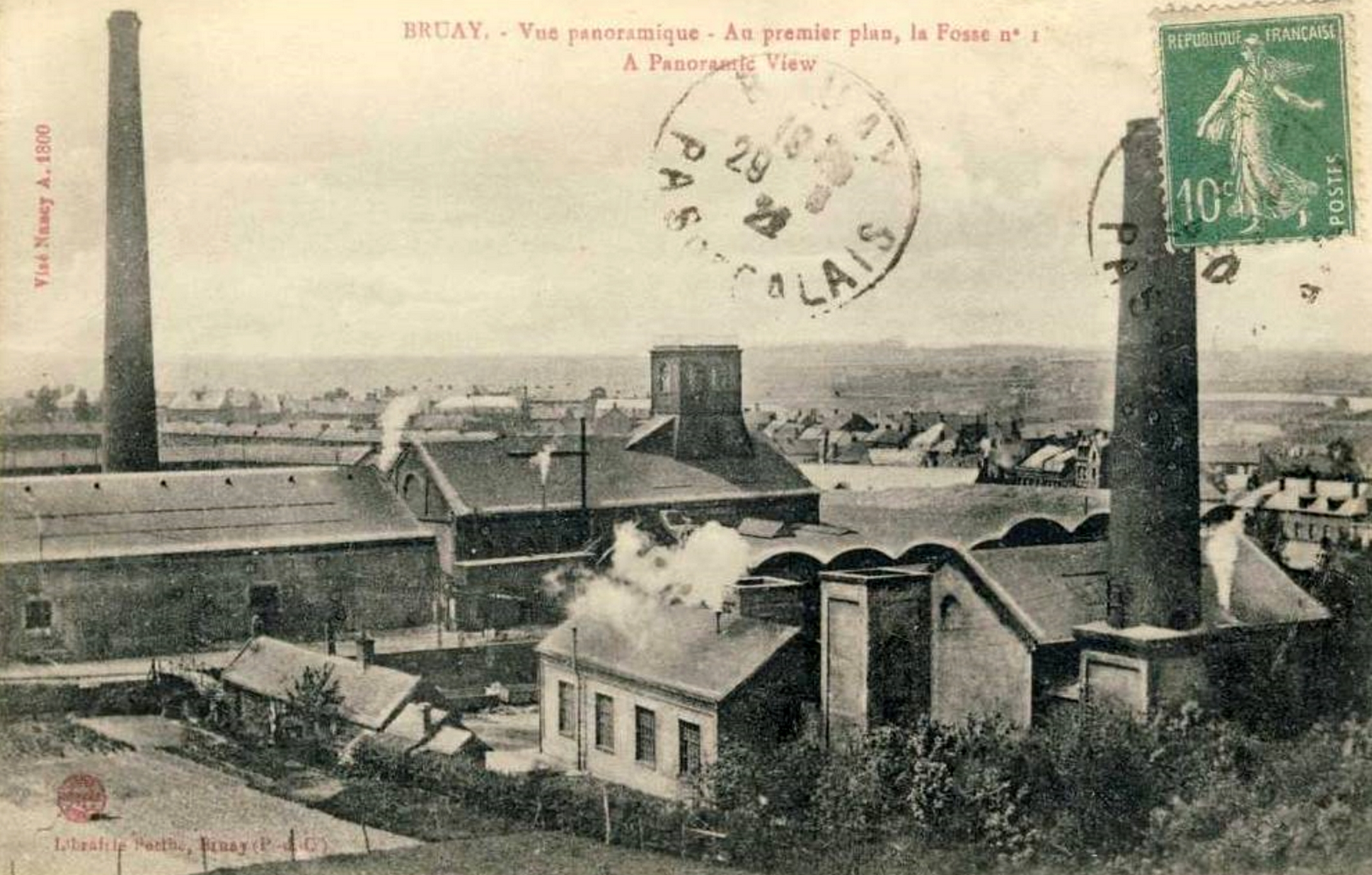
开采中的布律埃1号矿井

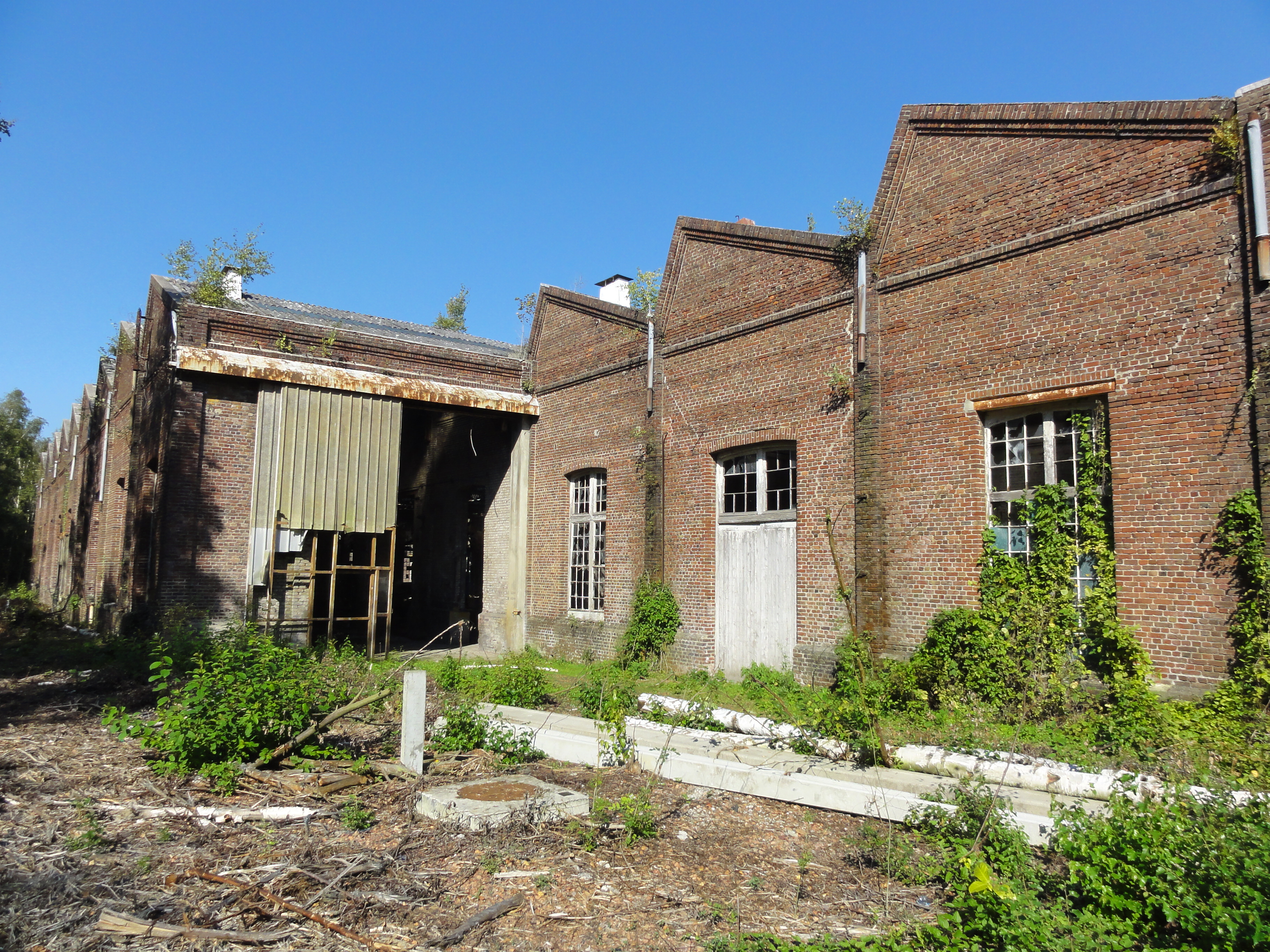
一处废弃的厂房

“布律埃”一名最初以拉丁语“Bruacum”的形式被记载。该名称的来源尚存在争议：根据当地民间地方文化组织Nordmag在其网站上的论述，“Bruay”来源于弗拉芒语单词“Bruch”或“Broeck”，分别意为“桥梁”和“沼泽”；法国历史学家阿兰·德维尔则认为该名称来源于高卢人名“Brugus”，后者对应的荷兰语拼写形式为“Bruwaei”。1919年，布律埃更名为“布律埃莱米讷”（Bruay-les-Mines）；1924年，布律埃莱米讷更名为“阿图瓦地区布律埃”。
此外，“Bruay-la-Buissière”在中文Google地图上的译名为“布律埃拉比西埃”，此译名为地图从Wikidata上抓取的中文维基早期机翻误译，而部分中文媒体也使用了此误译。

## 历史
布律埃-拉比西耶尔成立于1987年2月6日，由阿图瓦地区布律埃和拉比西耶尔两地合并而成。
阿图瓦地区布律埃（1919年以前称为“布律埃”）最初于公元975年被提及。1127年，阿拉斯主教罗贝尔在此修建了一处教堂，并将此地划至阿布维尔修道院，此后其附近逐渐形成聚落。自1317年起，布律埃出现了一处神学院。中世纪末期，布律埃所处的阿图瓦地区长期为西属尼德兰的一部分，1659年《比利牛斯条约》签订后成为法兰西王国的领土。法国大革命后，布律埃成为加来海峡省的一个市镇，其领主逃至弗拉芒。19世纪中期，布律埃所处的加来海峡地区发现大规模煤炭资源并得到开发，布律埃成为同名矿业公司的总部所在地。19世纪末，大批劳动力聚集于此，布律埃人口数量快速增加，成为这一区域的中心城市之一。第二次世界大战期间，布律埃被纳粹德军控制，当地出现了多个抵抗运动组织，其煤矿工人亦举行了多次大罢工。二战后，布律埃矿业公司收归国有，当地的煤炭开采活动因资源枯竭及能源危机而逐渐减少，20世纪60年代末已基本完全停止。1972年，当地发生阿图瓦地区布律埃事件，成为现代法国重要悬案之一。
拉比西耶尔历史上长期为一处普通农业村落，1790至1987年间为一个独立市镇。

## 地理

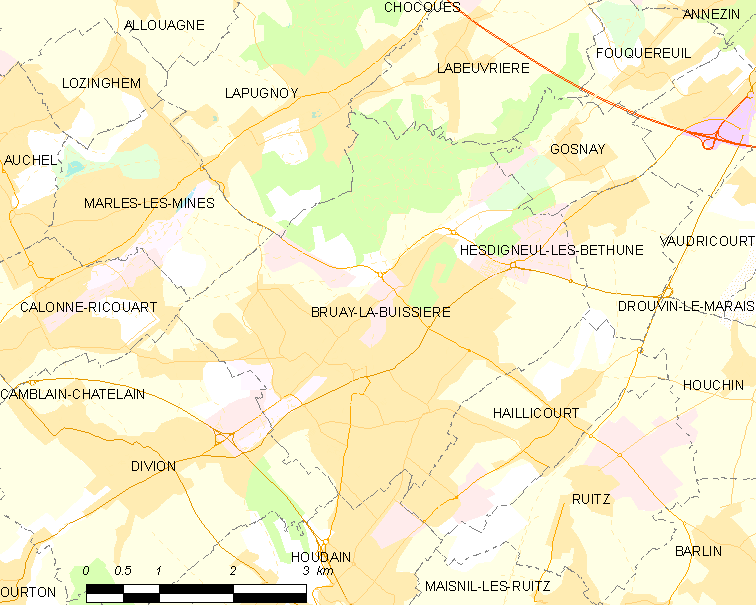
布律埃-拉比西耶尔市镇范围地图

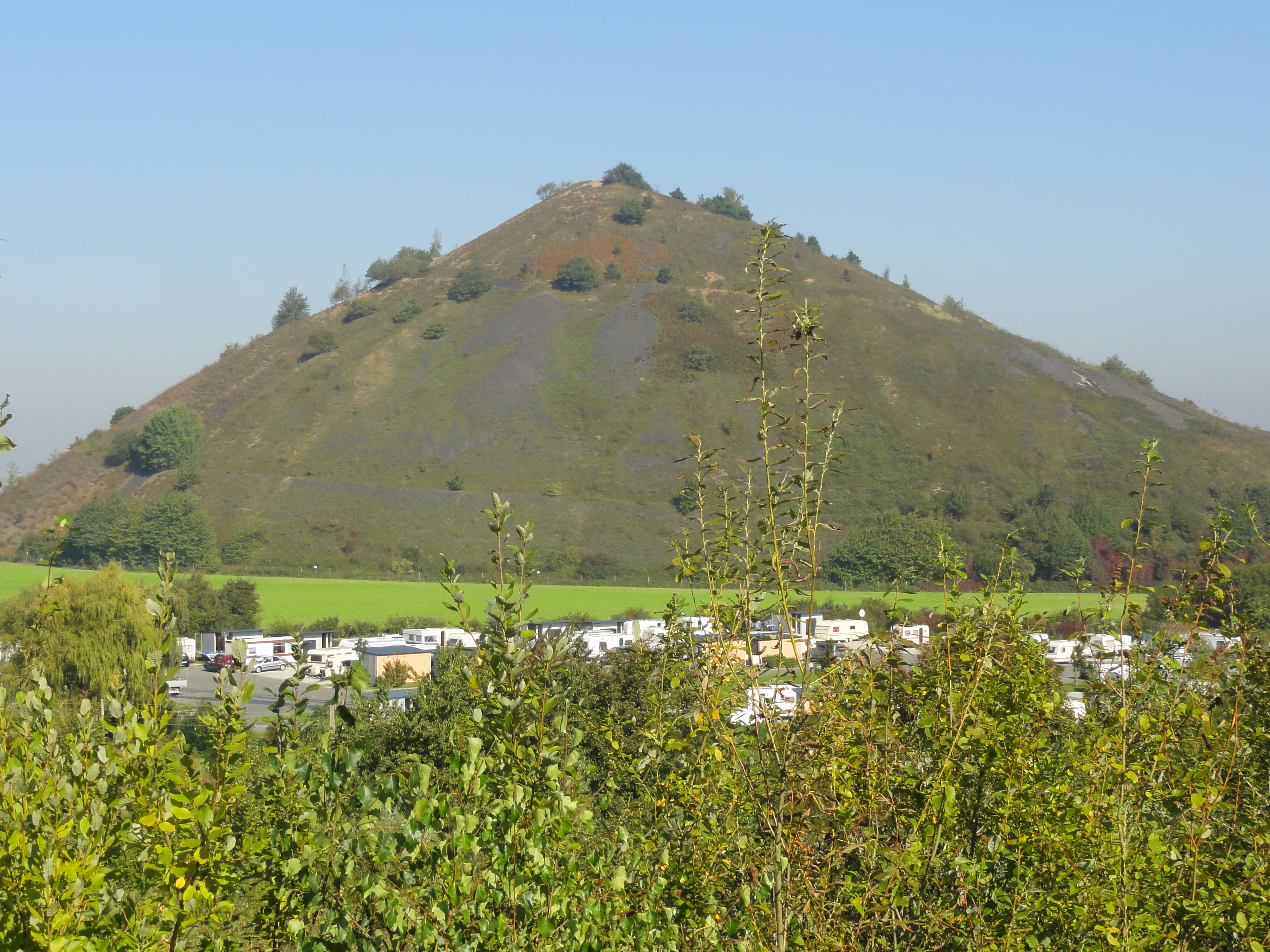
布律埃-拉比西耶尔境内的一处尾矿山

布律埃-拉比西耶尔位于法国北部，上法兰西大区北部和加来海峡省中北部，距离省会阿拉斯大约32公里。与布律埃-拉比西耶尔接壤的市镇包括：卡洛讷-里库阿尔、迪维永、戈奈、阿伊库尔、埃迪尼厄勒-莱贝蒂讷、乌丹、拉伯夫里耶尔、拉皮尼瓦、马尔勒莱米讷。

### 地形
布律埃-拉比西耶尔位于法国北部-加来海峡平原西部，境内以平原和浅丘为主，市镇中心地势较为平坦，市镇范围西部有一处因煤炭开采而遗留下来的尾矿山，全境海拔在30到106米之间。

### 水文
拉沃河自西南向东北流经境内，该河是利斯河的一条支流。

### 植被
布律埃-拉比西耶尔属于温带阔叶混交林区，林地主要分布于河流附近，市区北部的飞城树林（Bois de Volville）是当地主要的城市绿地。
在鲜花城市的评比中，布律埃-拉比西耶尔被评为3星级鲜花城市。

### 气候
布律埃-拉比西耶尔在柯本气候分类法中属于温带海洋性气候。
距离布律埃-拉比西耶尔最近的常年气象站位于里什堡境内，以下为该气象站的数据（其中日照数据取自里尔）：
| 里什堡1981年－2019年 | 里什堡1981年－2019年 | 里什堡1981年－2019年 | 里什堡1981年－2019年 | 里什堡1981年－2019年 | 里什堡1981年－2019年 | 里什堡1981年－2019年 | 里什堡1981年－2019年 | 里什堡1981年－2019年 | 里什堡1981年－2019年 | 里什堡1981年－2019年 | 里什堡1981年－2019年 | 里什堡1981年－2019年 | 里什堡1981年－2019年 |
| 月份                 | 1月                  | 2月                  | 3月                  | 4月                  | 5月                  | 6月                  | 7月                  | 8月                  | 9月                  | 10月                 | 11月                 | 12月                 | 全年                 |
| -------------------- | -------------------- | -------------------- | -------------------- | -------------------- | -------------------- | -------------------- | -------------------- | -------------------- | -------------------- | -------------------- | -------------------- | -------------------- | -------------------- |
| 历史最高温 °C（°F）  | 15 (59)              | 19.5 (67.1)          | 22 (72)              | 27.5 (81.5)          | 33 (91)              | 35.5 (95.9)          | 37 (99)              | 38.5 (101.3)         | 32 (90)              | 26 (79)              | 20.5 (68.9)          | 16 (61)              | 38.5 (101.3)         |
| 平均高温 °C（°F）    | 7.3 (45.1)           | 8.3 (46.9)           | 11.7 (53.1)          | 15.3 (59.5)          | 19.4 (66.9)          | 21.6 (70.9)          | 24.2 (75.6)          | 24.3 (75.7)          | 20.5 (68.9)          | 15.9 (60.6)          | 10.5 (50.9)          | 7.2 (45.0)           | 15.5 (59.9)          |
| 日均气温 °C（°F）    | 4.4 (39.9)           | 5.1 (41.2)           | 7.3 (45.1)           | 9.8 (49.6)           | 13.8 (56.8)          | 16.3 (61.3)          | 18.4 (65.1)          | 18.4 (65.1)          | 15.3 (59.5)          | 11.5 (52.7)          | 7.1 (44.8)           | 4.4 (39.9)           | 11 (52)              |
| 平均低温 °C（°F）    | 1.5 (34.7)           | 1.6 (34.9)           | 3 (37)               | 4.3 (39.7)           | 8.2 (46.8)           | 10.7 (51.3)          | 12.6 (54.7)          | 12.5 (54.5)          | 10.1 (50.2)          | 7.1 (44.8)           | 3.8 (38.8)           | 1.5 (34.7)           | 6.4 (43.5)           |
| 历史最低温 °C（°F）  | −13 (9)              | −9 (16)              | −9 (16)              | −5.5 (22.1)          | −1.5 (29.3)          | 3.5 (38.3)           | 4 (39)               | 4.5 (40.1)           | 1 (34)               | −7 (19)              | −9.5 (14.9)          | −13.5 (7.7)          | −13.5 (7.7)          |
| 平均降水量 mm（）    | 58.1 (2.29)          | 47.8 (1.88)          | 50.1 (1.97)          | 46.9 (1.85)          | 63.6 (2.50)          | 63 (2.5)             | 77.9 (3.07)          | 73.3 (2.89)          | 70.4 (2.77)          | 60.9 (2.40)          | 72.9 (2.87)          | 77.2 (3.04)          | 762.1 (30.00)        |
| 月均日照時數         | 86                   | 104                  | 156.8                | 167.7                | 204.9                | 227.4                | 238.2                | 231                  | 191.5                | 133.3                | 81.4                 | 77.6                 | 1,899.8              |
| 来源：infoclimat.fr  |                      |                      |                      |                      |                      |                      |                      |                      |                      |                      |                      |                      |                      |

## 行政区划
布律埃-拉比西耶尔是法国上法兰西大区加来海峡省的一个市镇，编号为62178。布律埃-拉比西耶尔隶属于贝蒂讷区和加来海峡省第十选区，管理布律埃-拉比西耶尔县，同时也是贝蒂讷-布律埃城市圈公共社区的组成部分。
布律埃-拉比西耶尔市镇被划为三个街区（Stade Parc、Centre、Les Terrasses），实行街区自治制度。
法国国家统计与经济研究所（简称）在进行数据统计时，将布律埃-拉比西耶尔及相邻的另外92个市镇设为贝蒂讷城市核心区（2020年扩充至共94个），并将包括核心区在内的周边共122个市镇划为布律埃-拉比西耶尔城市区。自2020年起，贝蒂讷城市区被撤销，布律埃-拉比西耶尔被包含两个市镇的布律埃-拉比西耶尔城市辐射区代替。此外，还将布律埃-拉比西耶尔市镇分为了10个“块区”（IRIS），以便于统计人口分布情况。

## 交通

### 公路
加来海峡省省道D57线、D188线、D302线、D488线、D941线等在布律埃-拉比西耶尔境内交汇，其市区内的大部分道路均已完成城市化改造，配有照明、排水、人行道等设施。上法兰西大区下属的城际客运提供巴士线路，可前往阿拉斯、泰努瓦斯河畔圣波勒、埃丹等地。
| 6 加来 | 8 |

| 6.2 巴黎 兰斯 | 18 |

| 阿拉斯 | 32 |

| 朗斯 | 29 |

| 贝蒂讷 | 10 |

| 拉戈尔格 | 25 |

| 里尔 | 49 |

| 阿兹布鲁克 | 34 |

| 泰努瓦斯河畔圣波勒 | 20 |

| 弗雷旺 | 32 |

| 滨海布洛涅 | 79 |

| 圣奥梅尔 | 47 |

| 泰鲁阿讷 | 30 |

| 列万 | 24 |

2018年，65.5%的布律埃-拉比西耶尔家庭拥有至少一辆私人汽车。2019年，布律埃-拉比西耶尔境内共发生各类交通事故12起，造成1人遇难，11人受伤。

### 铁路

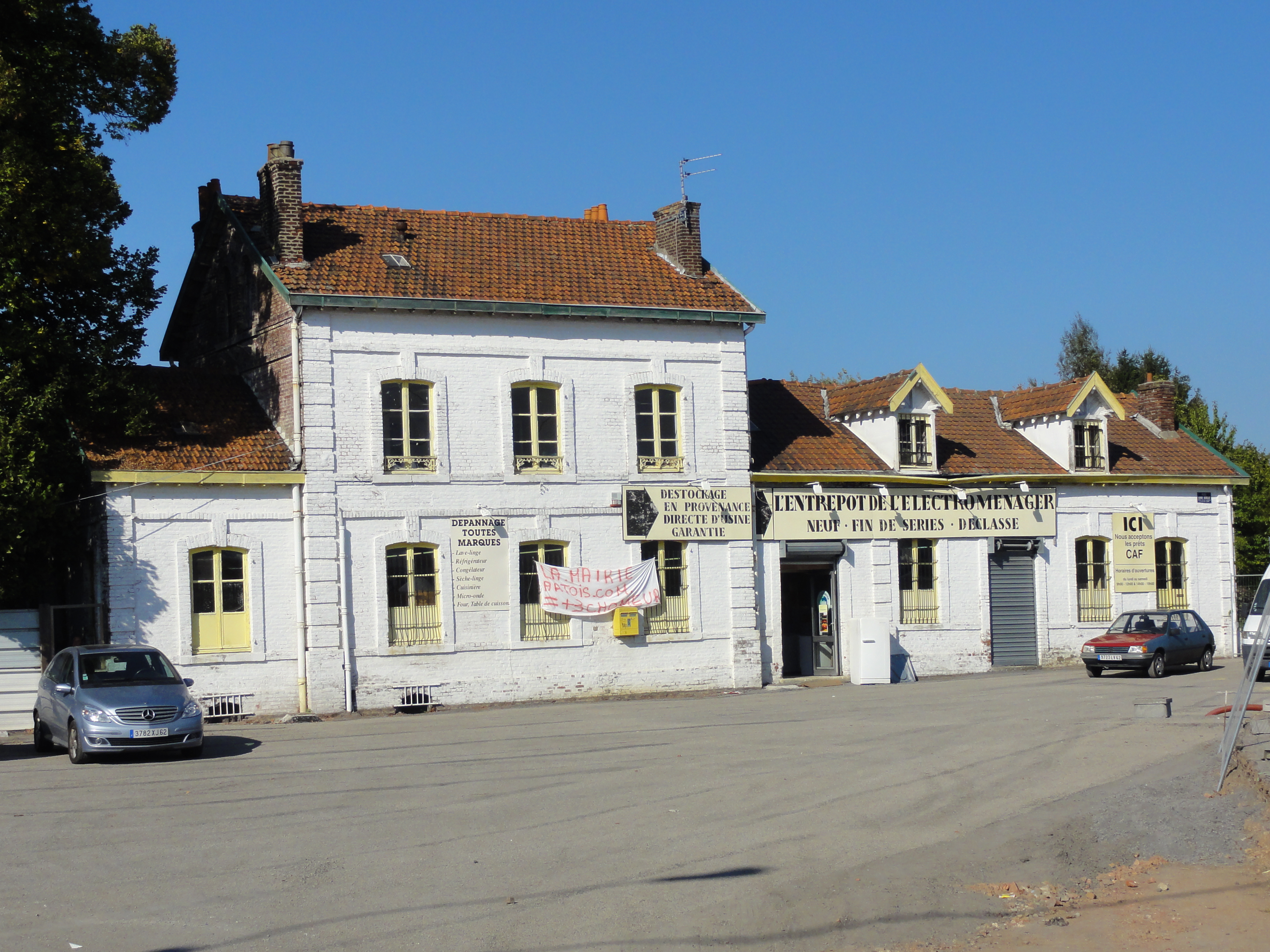
布律埃火车站旧址

布律埃-拉比西耶尔位于比利-格勒奈－布里亚铁路上，该铁路已于1980年关闭。距离布律埃-拉比西耶尔最近的运营中的客运铁路车站为4公里外的维萨马尔勒站，该站停靠往返于里尔和圣波勒一线的区域列车。

### 航空
距离布律埃-拉比西耶尔最近的民用航空站为里尔机场，距离布律埃-拉比西耶尔市中心的公路里程约62公里。

### 城市公共交通
朗斯-贝蒂讷城市公共交通（商业名称为）是当地的城市公共交通系统。截至2022年1月，该系统共包括数十条公交线路，其中快速公交B2线、B6线和公交14路、18路、36路、50路、62路、64路、66路、68路、70路、72路和114路经过布律埃-拉比西耶尔市区。

## 政治

### 市政内阁

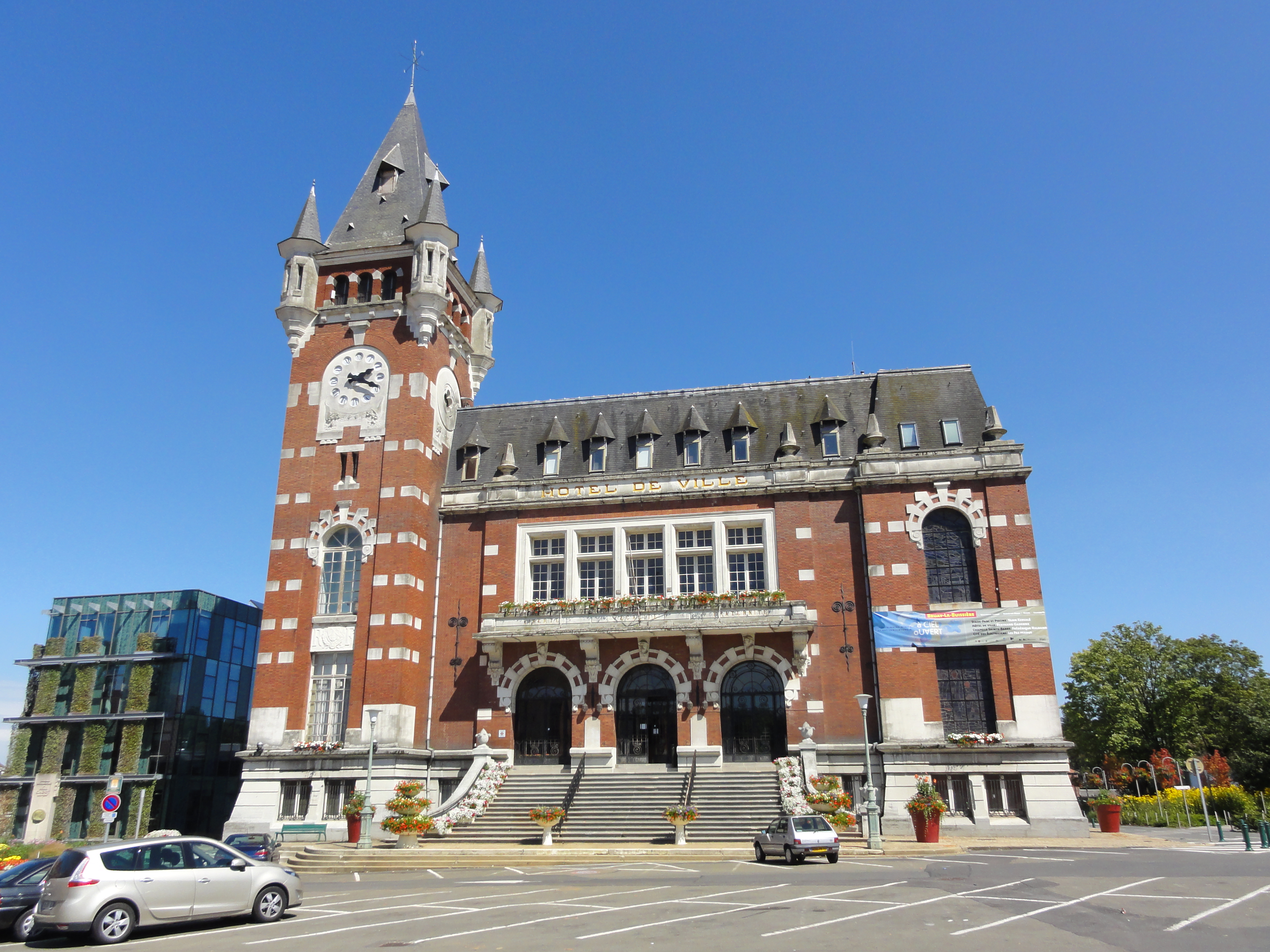
布律埃-拉比西耶尔市政厅

布律埃-拉比西耶尔的现任市长为吕多维克·帕若先生，他是国民联盟的一名成员，在2020年的市政选举中获得了51.99%的支持率。
| 布律埃-拉比西耶尔历届市长 | 布律埃-拉比西耶尔历届市长        | 布律埃-拉比西耶尔历届市长 |
| 任期                      | 市长                             | 党派                      |
| ------------------------- | -------------------------------- | ------------------------- |
| 1965年－1988年            | Marcel Wacheux 马塞尔·瓦舍       | PS社会党                  |
| 1988年－1999年            | Serge Janquin 塞尔日·让坎        | PS社会党                  |
| 1999年－2017年            | Alain Wacheux 阿兰·瓦舍          | PS社会党                  |
| 2017年－2020年            | Olivier Switaj 奥利维耶·斯维塔伊 | PS社会党                  |
| 2020年－                  | Ludovic Pajot 吕多维克·帕若      | RN国民联盟                |

布律埃-拉比西耶尔市政厅大楼是法国国家文物保护单位，在2017年6月的一场火灾中被烧毁，其重建工程原计划于2021年12月竣工，后因旧石棉外漏而推迟。

### 各级选举
| 布律埃-拉比西耶尔历届投票选举结果 | 布律埃-拉比西耶尔历届投票选举结果 | 布律埃-拉比西耶尔历届投票选举结果 | 布律埃-拉比西耶尔历届投票选举结果 | 布律埃-拉比西耶尔历届投票选举结果 | 布律埃-拉比西耶尔历届投票选举结果 | 布律埃-拉比西耶尔历届投票选举结果 | 布律埃-拉比西耶尔历届投票选举结果 | 布律埃-拉比西耶尔历届投票选举结果 |
| 选举项目                          | 选区单位                          | 选举结果                          | 选举结果                          | 选举结果                          | 选举结果                          | 选举结果                          | 选举结果                          | 参考资料                          |
| 选举项目                          | 选区单位                          | 第一轮胜出者                      | 第一轮胜出者                      | 支持率                            | 第二轮胜出者                      | 第二轮胜出者                      | 支持率                            | 参考资料                          |
| --------------------------------- | --------------------------------- | --------------------------------- | --------------------------------- | --------------------------------- | --------------------------------- | --------------------------------- | --------------------------------- | --------------------------------- |
| 2017年法國總統選舉                | 布律埃-拉比西耶尔市镇             |                                   | 玛丽娜·勒庞                       | 38.74%                            |                                   | 玛丽娜·勒庞                       | 58.82%                            | [ 29 ]                            |
| 2017年法国立法选举                | 加来海峡省第十选区                |                                   | 贝尔纳·卡约                       | 40.06%                            |                                   | 吕多维克·帕若                     | 51.89%                            | [ 29 ]                            |
| 2019年欧洲议会选举                | 布律埃-拉比西耶尔市镇             |                                   | Prenez le Pouvoir                 | 46.67%                            | （不适用）                        | （不适用）                        | （不适用）                        | [ 29 ]                            |
| 2021年法国省级选举                | 布律埃-拉比西耶尔县               |                                   | 吕多维克·帕若 玛丽-丽娜·普卢维耶  | 55.17%                            |                                   | 吕多维克·帕若 玛丽-丽娜·普卢维耶  | 60.02%                            | [ 31 ]                            |
| 2021年法国大区选举                | 布律埃-拉比西耶尔市镇             |                                   | 塞巴斯蒂安·舍尼                   | 44.23%                            |                                   | 塞巴斯蒂安·舍尼                   | 50.05%                            | [ 32 ]                            |

## 人口
2018年，布律埃-拉比西耶尔市镇人口数量为21,851，在法国排名第416位。其中男性10,371人，女性11,480人，75岁及以上人口占8.4%，外籍人口数量为5,007人，人口密度为1,336人/平方公里，当地居民被称为（男性）或（女性）。2019年，布律埃-拉比西耶尔境内出生249人，死亡人口228人。
| 年份   | 1936   | 1946   | 1954   | 1962   | 1968   | 1975   | 1982   | 1990   | 1999   | 2006   | 2011   | 2016   | 2019   |
| ------ | ------ | ------ | ------ | ------ | ------ | ------ | ------ | ------ | ------ | ------ | ------ | ------ | ------ |
| 人口數 | 30,125 | 31,705 | 31,923 | 30,902 | 28,628 | 25,714 | 22,893 | 24,927 | 23,998 | 23,813 | 23,441 | 22,230 | 21,903 |

## 经济

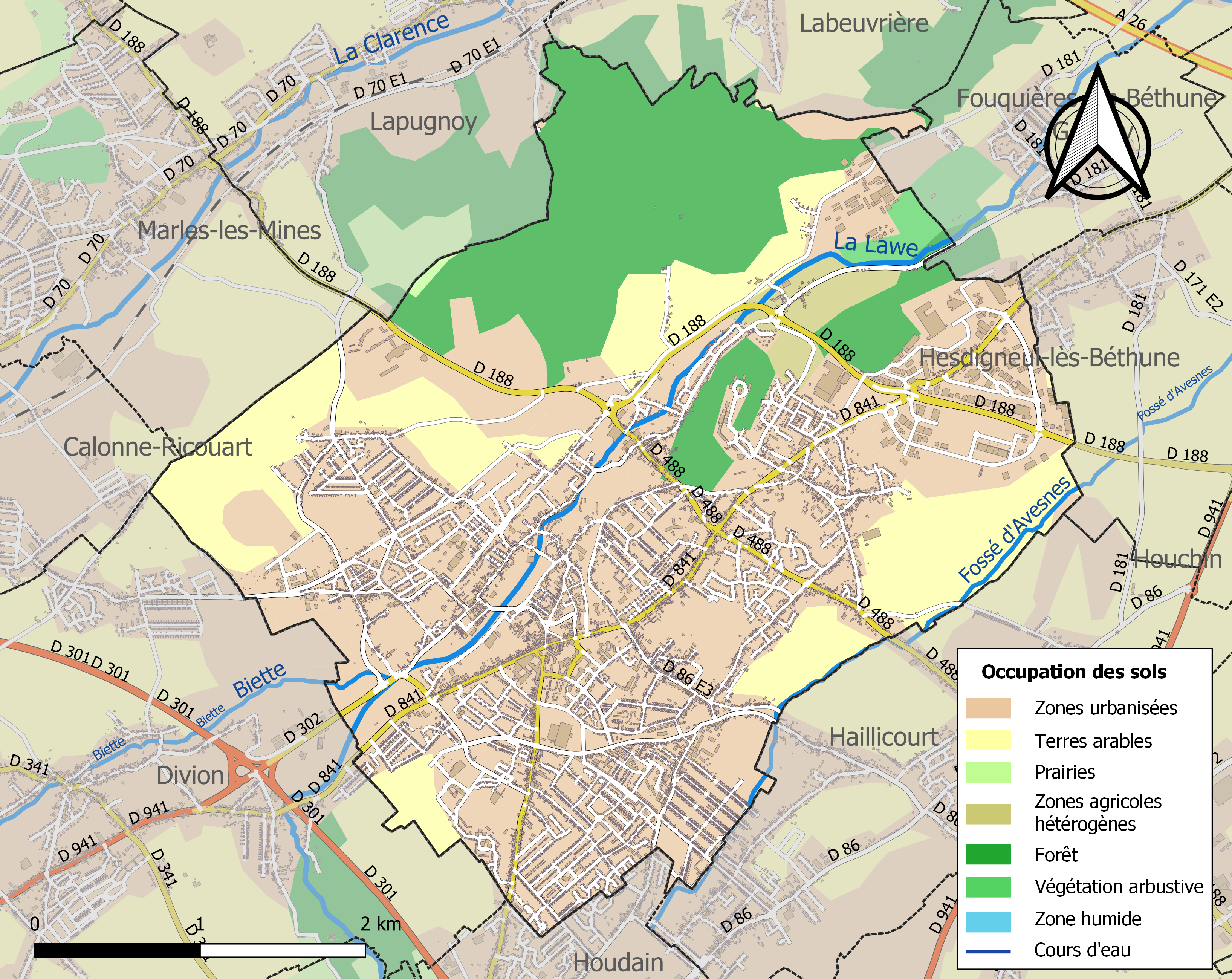
布律埃-拉比西耶尔土地利用情况地图

布律埃-拉比西耶尔是一个区域性的中心城市。截止2022年1月，布律埃-拉比西耶尔市镇范围内共有各类用人单位（包含自雇）1,870家，平均历史为17年，其中98.6%为中小型企业（PME）。（余料批发）、（汽车销售）及（汽车销售）是当地2020年营业额最高的三个企业，分别为50,495,249欧元、28,906,760欧元和10,858,643欧元。

## 财政与居民收入
2020年，布律埃-拉比西耶尔的财政收入总额为35,925,500欧元，财政支出总额为28,921,000欧元，当年的债务总额为32,055,500欧元。2021年，布律埃-拉比西耶尔共获得11,710,310欧元的国家财政补助，比上一年增加了1.31%。
2019年，布律埃-拉比西耶尔的人均月收入总额为1,867欧元，其中高级职员为3,505欧元，低于法国平均水平（4,230欧元）；中级职员为2,252欧元，低于法国平均水平（2,411欧元）；普通职员为1,588欧元，亦低于法国平均水平（1,740欧元）。
2018年，布律埃-拉比西耶尔境内的青壮年（15至64岁）失业率为24.5%，当地28.3%的家庭拥有纳税资格，平均纳税1,860欧元，低于法国平均水平（3,910欧元）。

## 社会事务

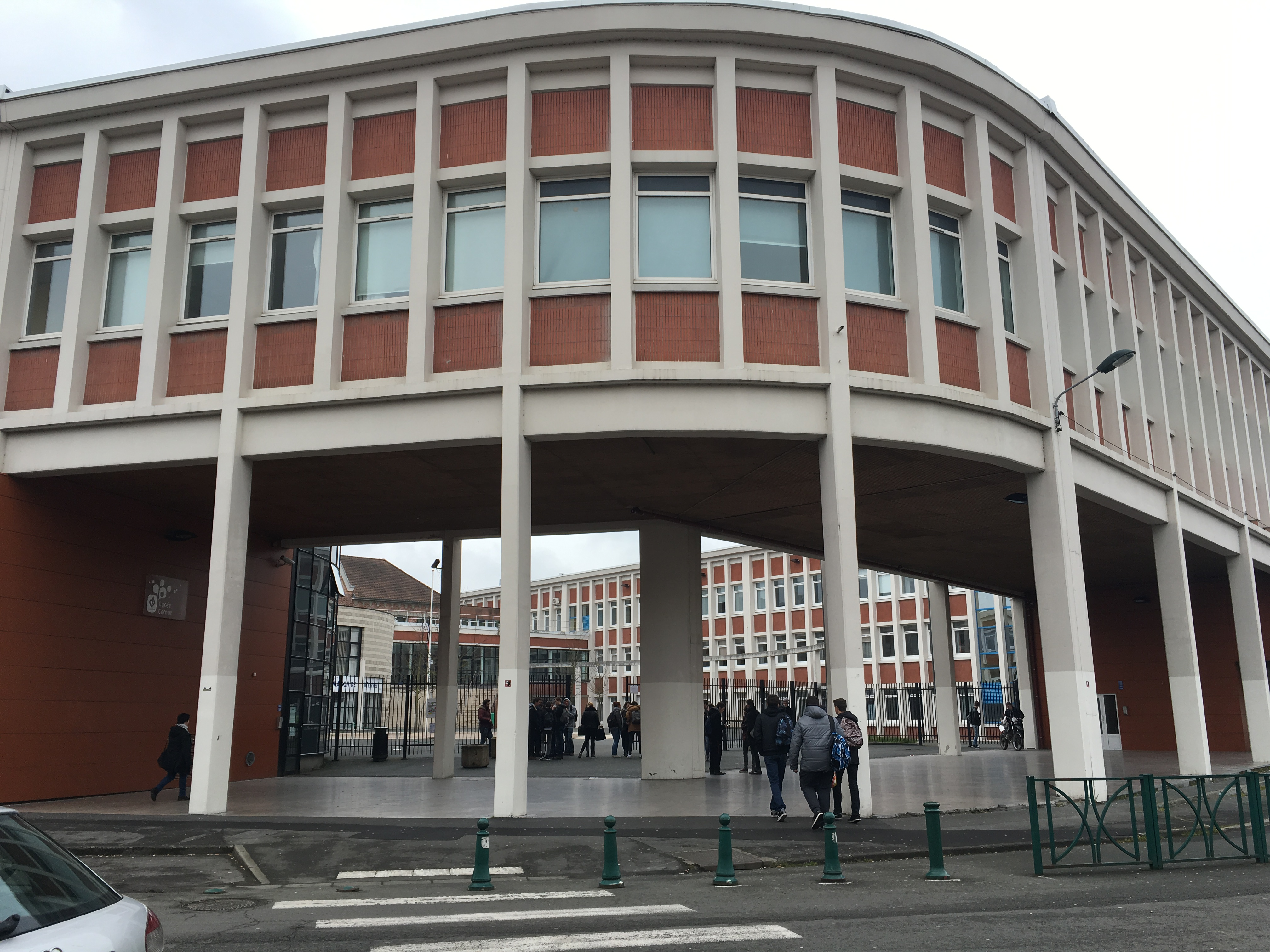
布律埃-拉比西耶尔卡尔诺高级中学

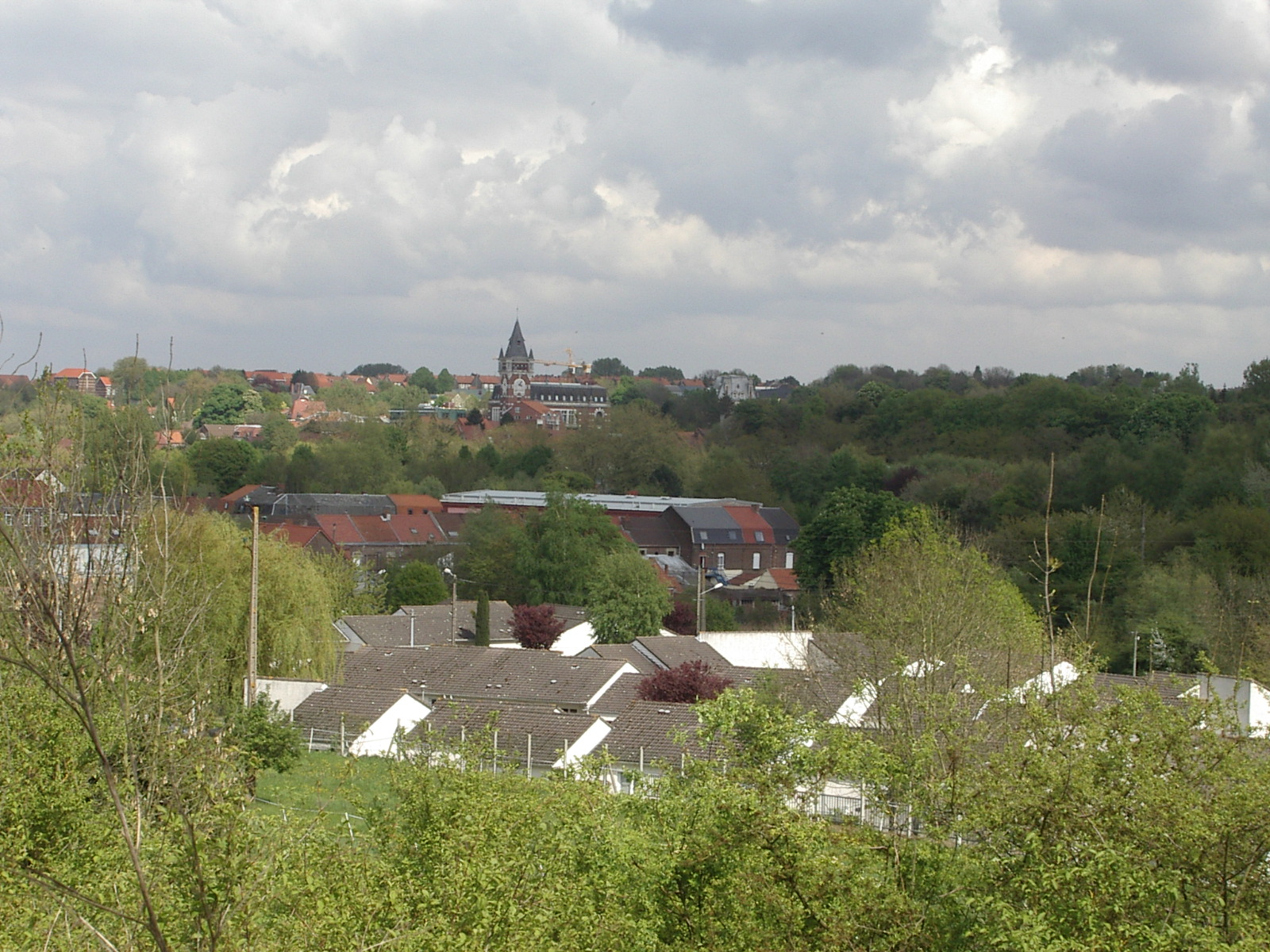
远眺布律埃-拉比西耶尔市区

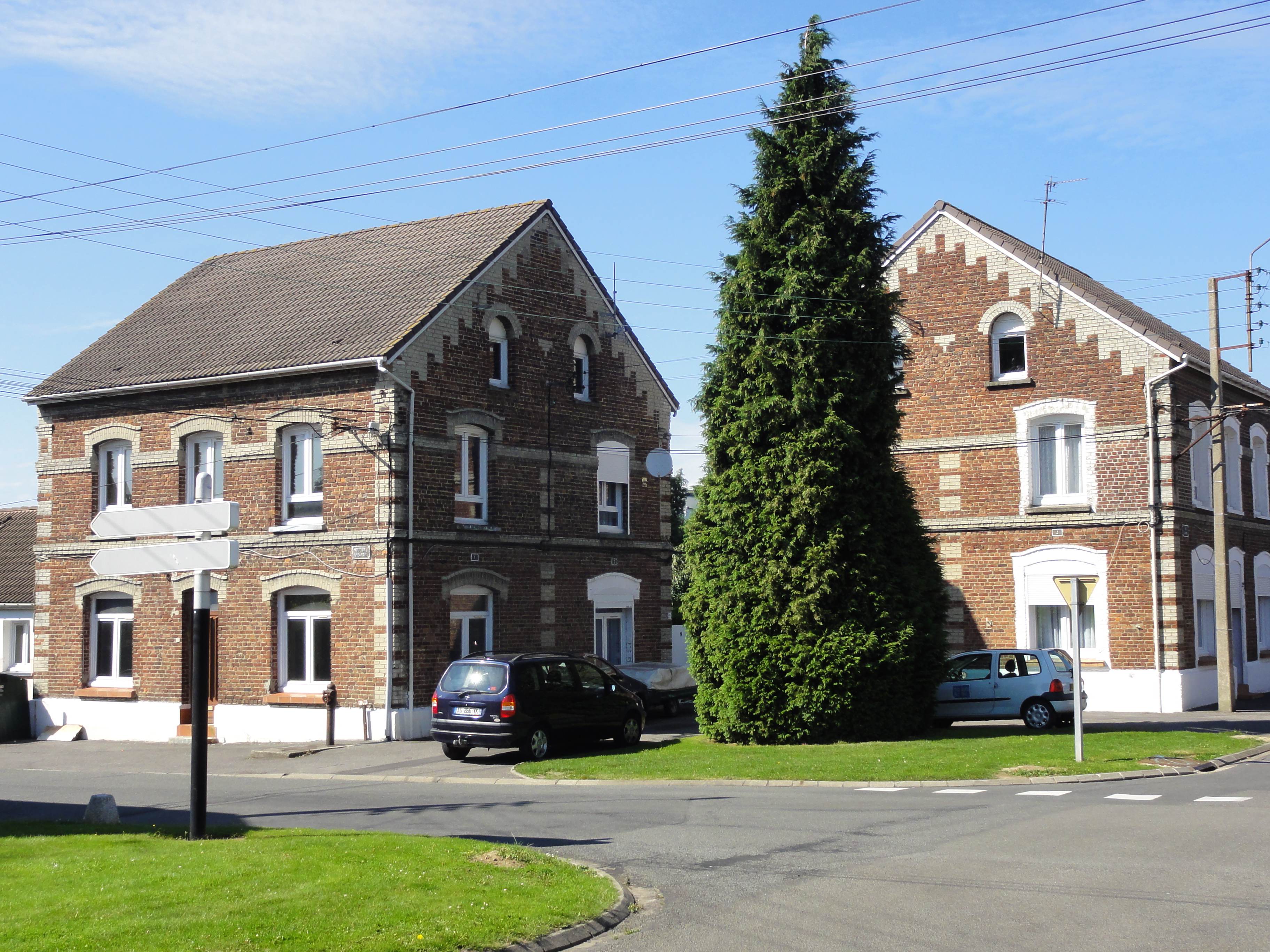
矿工居民区

### 教育
布律埃-拉比西耶尔属于里尔学区。截止2020年1月1日，布律埃-拉比西耶尔境内共有6所幼儿园、10所小学、3所初级中学、1所普通高中和2所职业高中。2018至2019学年度，布律埃-拉比西耶尔境内共有在校中等教育阶段学生2,990名。

### 医疗
截止2020年1月1日，布律埃-拉比西耶尔境内共有全科医生21名、保健师19名、牙医13名、护士62名、眼科医生5名、助产士2名和妇科医生1名。境内共有药房10家、养老院5家、残疾人帮扶中心7家。
距离布律埃-拉比西耶尔最近的区域性医疗机构为贝蒂讷-伯夫里中心医院（Centre Hospitalier de Béthune-Beuvry），其主病区位于贝蒂讷市区东部，距离布律埃-拉比西耶尔市区的正常车程在20分钟以内，该院设有床位567个，是当地规模最大的公立综合性医院。

### 住房
2018年，布律埃-拉比西耶尔境内共有各类住房10,737套，其中78.3%为独立式居民区，19.8%为集中式居民区。常住房屋占布律埃-拉比西耶尔市镇范围内居民建筑总量的90.4%。
在住房保障政策方面，2020年，布律埃-拉比西耶尔境内共有4,034户家庭获得了住房经济补助，受益人数占总人口数量的18.5%，其中3,923份为房租补助。

### 商业
2019年，布律埃-拉比西耶尔境内共有各类实体商铺476家，其中餐厅70家、大型超市10家、杂货店18家、面包房16家、肉铺11家、书店2家、装饰品店3家、银行门店11家、美容美发店37家、汽车维修店37家。布律埃-拉比西耶尔市区东北部建有北门商业街区（Centre Commercial de la Porte Nord），有Cora、Action、Kiabi、Chaussea、Brico Dépôt等商场。

### 体育
2020年，布律埃-拉比西耶尔境内共有1家游泳池、7间体育馆、2座综合体育场、9处网球场、1处马术场、10处足球或橄榄球场以及3处篮球或排球场。
截至2022年1月，布律埃-拉比西耶尔境内共有3家注册足球俱乐部。布律埃-拉比西耶尔工人体育联盟（编号500148）是当地的代表性足球队，2021至2022赛季参加上法兰西大区足球联赛（第七级别）。

### 环境
布律埃-拉比西耶尔的环境事务由其所属的贝蒂讷-布律埃城市圈公共社区负责。2019年，布律埃-拉比西耶尔境内共有4家污染企业。

### 治安
2019年，布律埃-拉比西耶尔市镇范围内有1处派出所。2020年，布律埃-拉比西耶尔警卫辖区内共8个市镇累计发生各类案件1,982起，其中盗窃类案件1,024起，经济类案件164起，毒品交易类案件117起。

## 文化
2020年，布律埃-拉比西耶尔境内共有2家剧场和2家电影院。布律埃-拉比西耶尔市政府提供多媒体中心，每周一至六向公众开放。

### 建筑
布律埃-拉比西耶尔境内的建筑大部分建于19世纪末以后，多为煤炭工业相关建筑。圣埃卢瓦-圣马丁教堂和拉比西耶尔城堡旧址是法国国家文物保护单位。

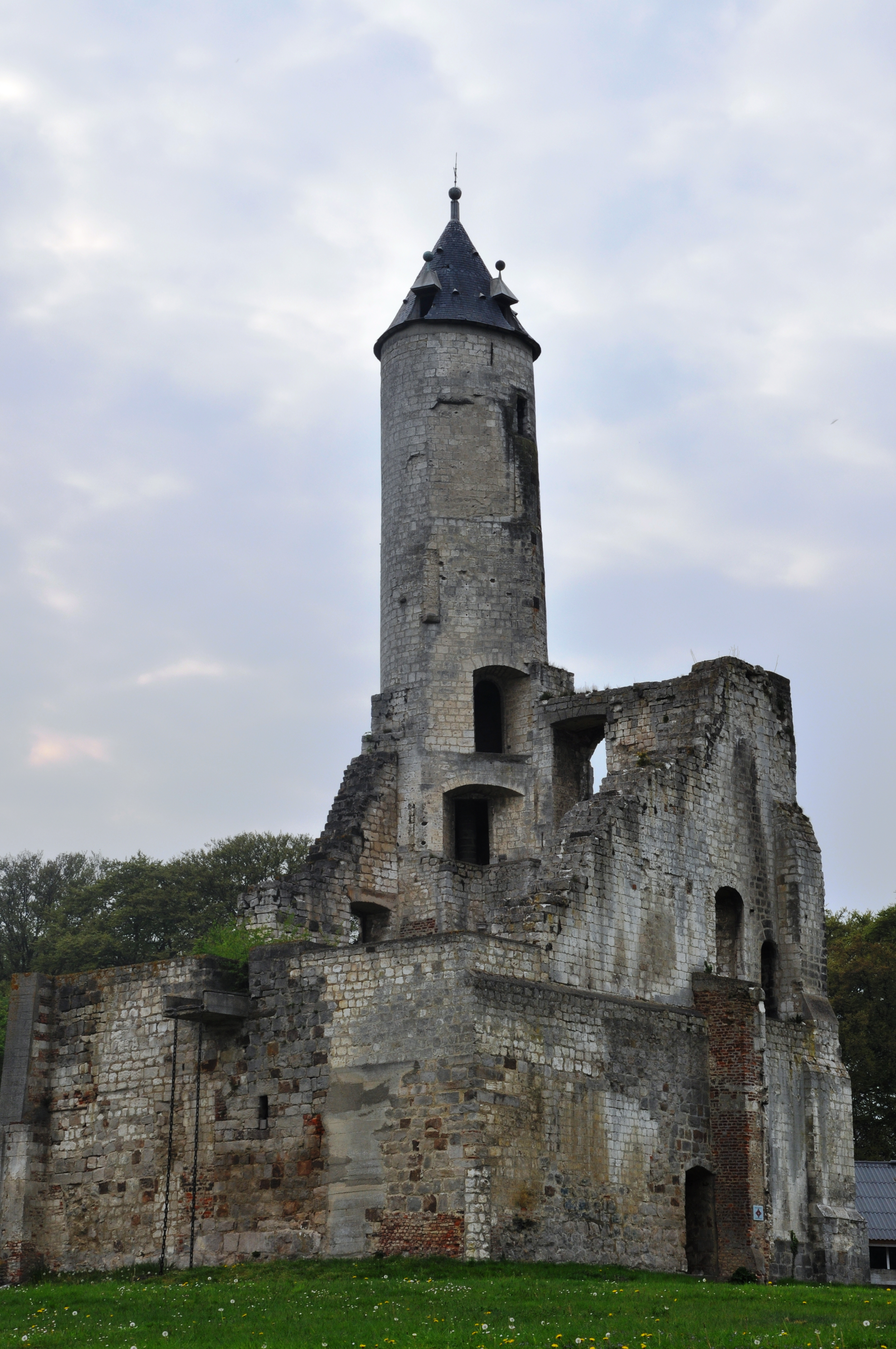
拉比西耶尔城堡旧址
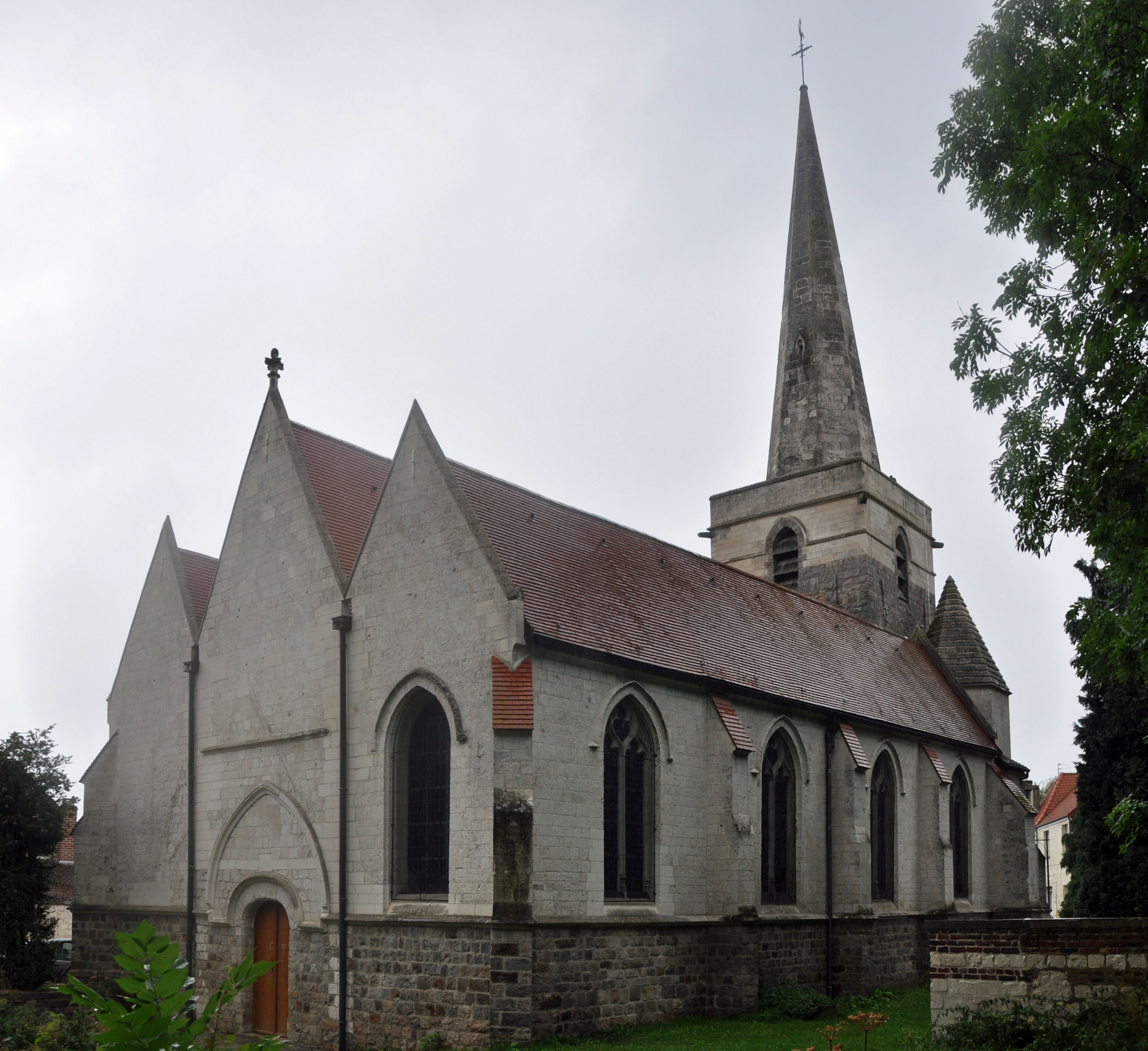
圣埃卢瓦-圣马丁教堂（法语：Église Saint-Éloi-et-Saint-Martin de La Buissière）
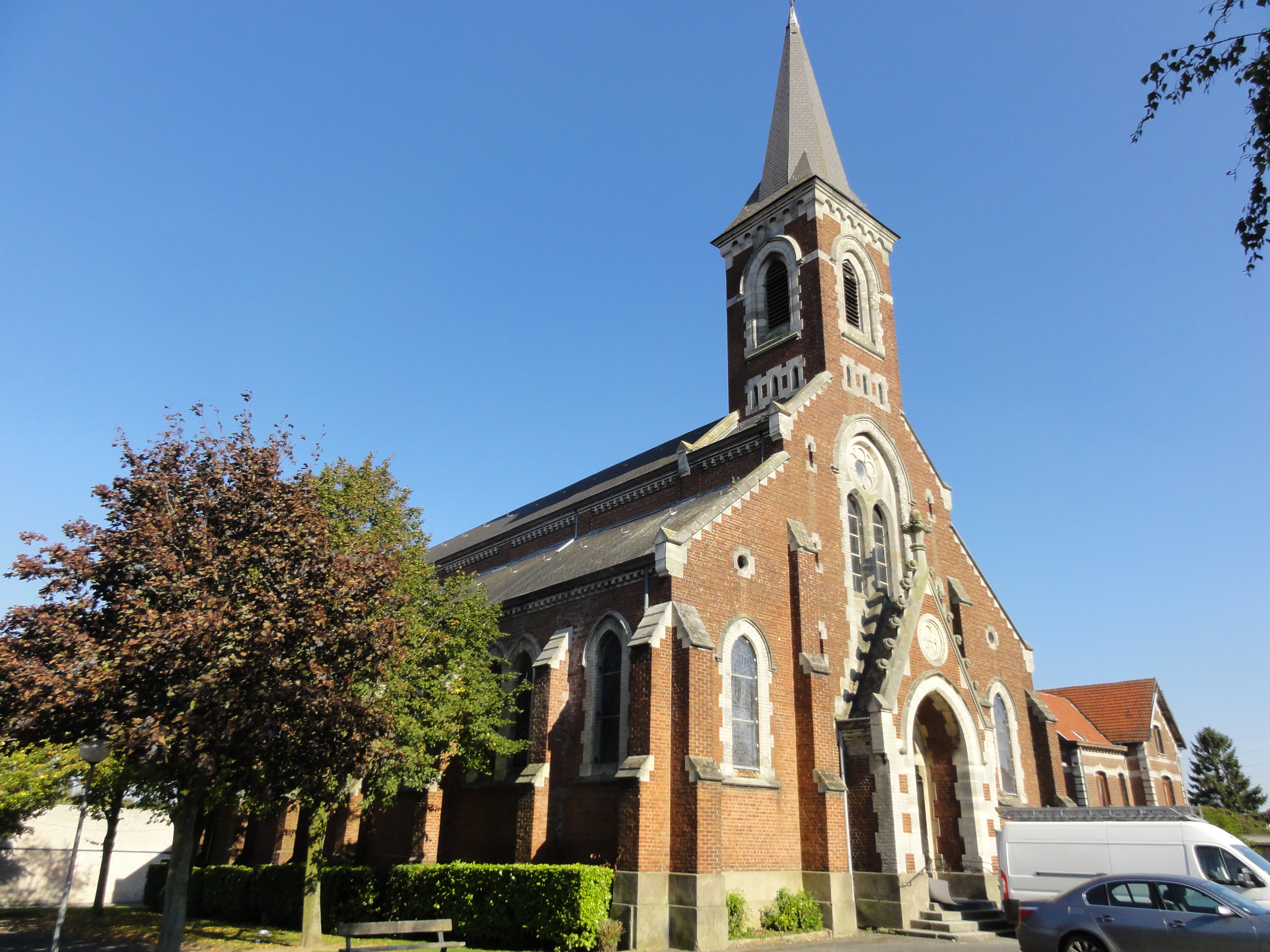
圣约瑟夫教堂（法语：Église Saint-Joseph de Bruay-la-Buissière）
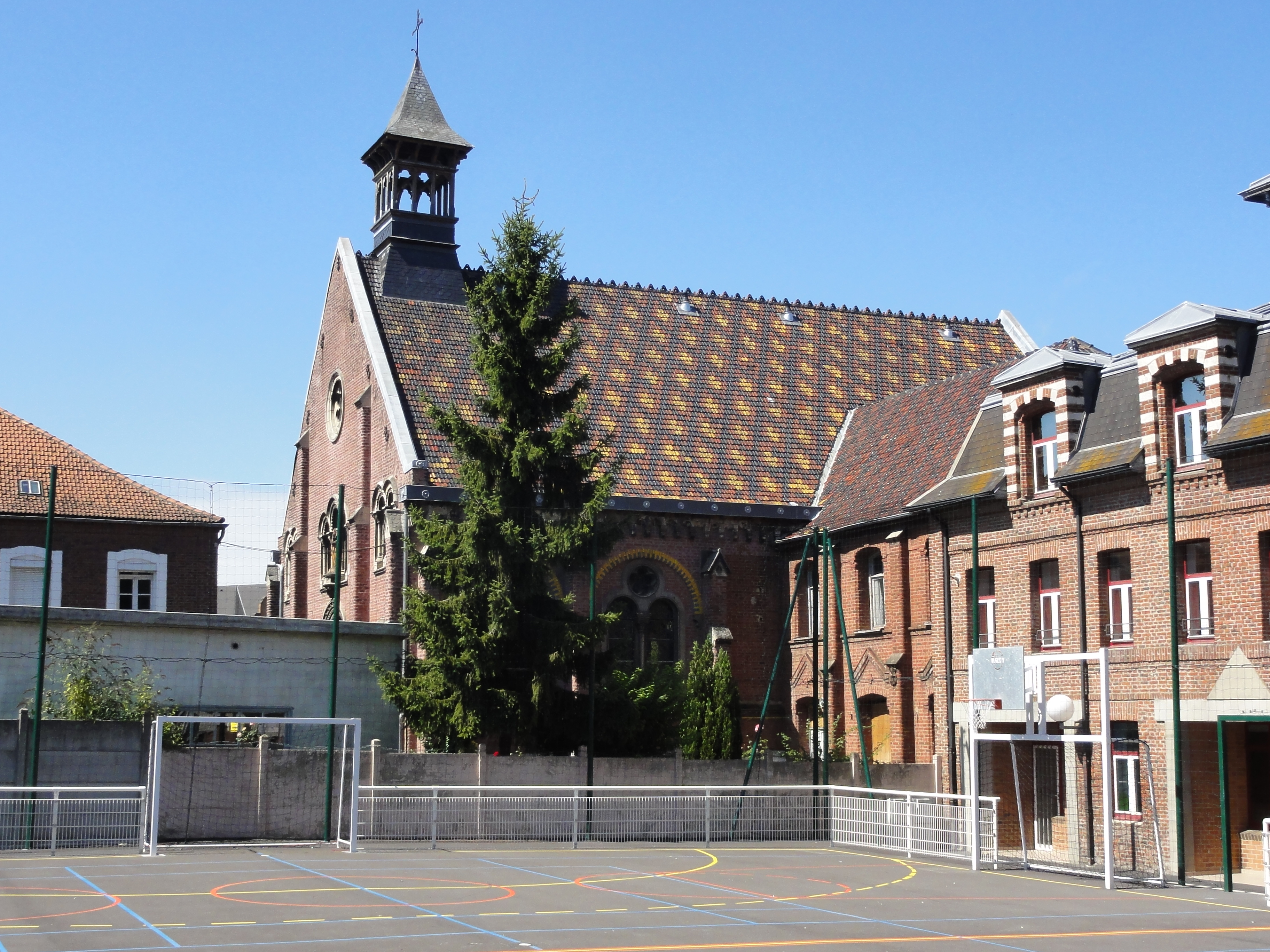
圣巴尔布小教堂（法语：Chapelle Sainte-Barbe de Bruay-la-Buissière）
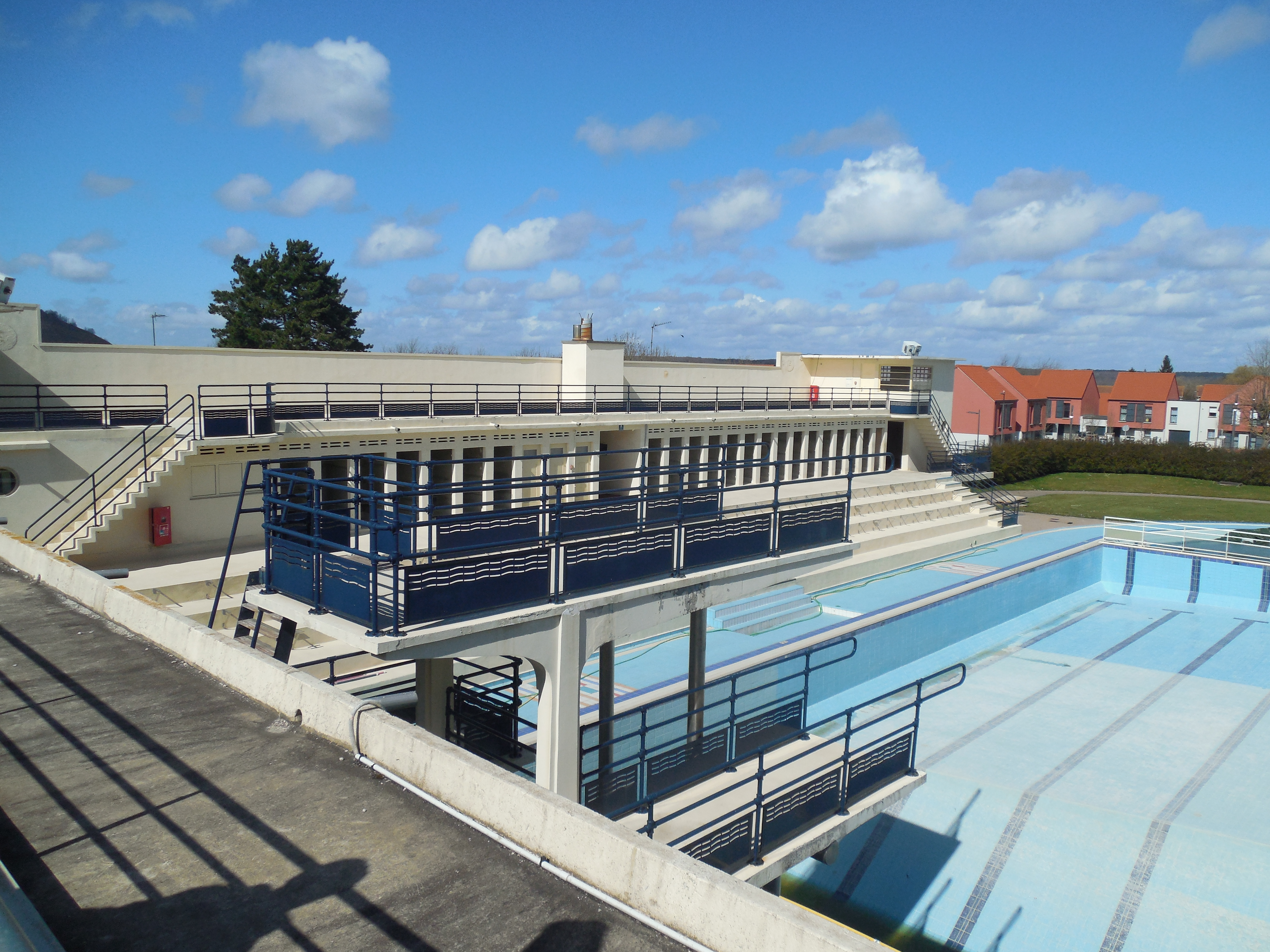
罗歇·萨朗格罗游泳池（法语：Piscine Roger-Salengro）
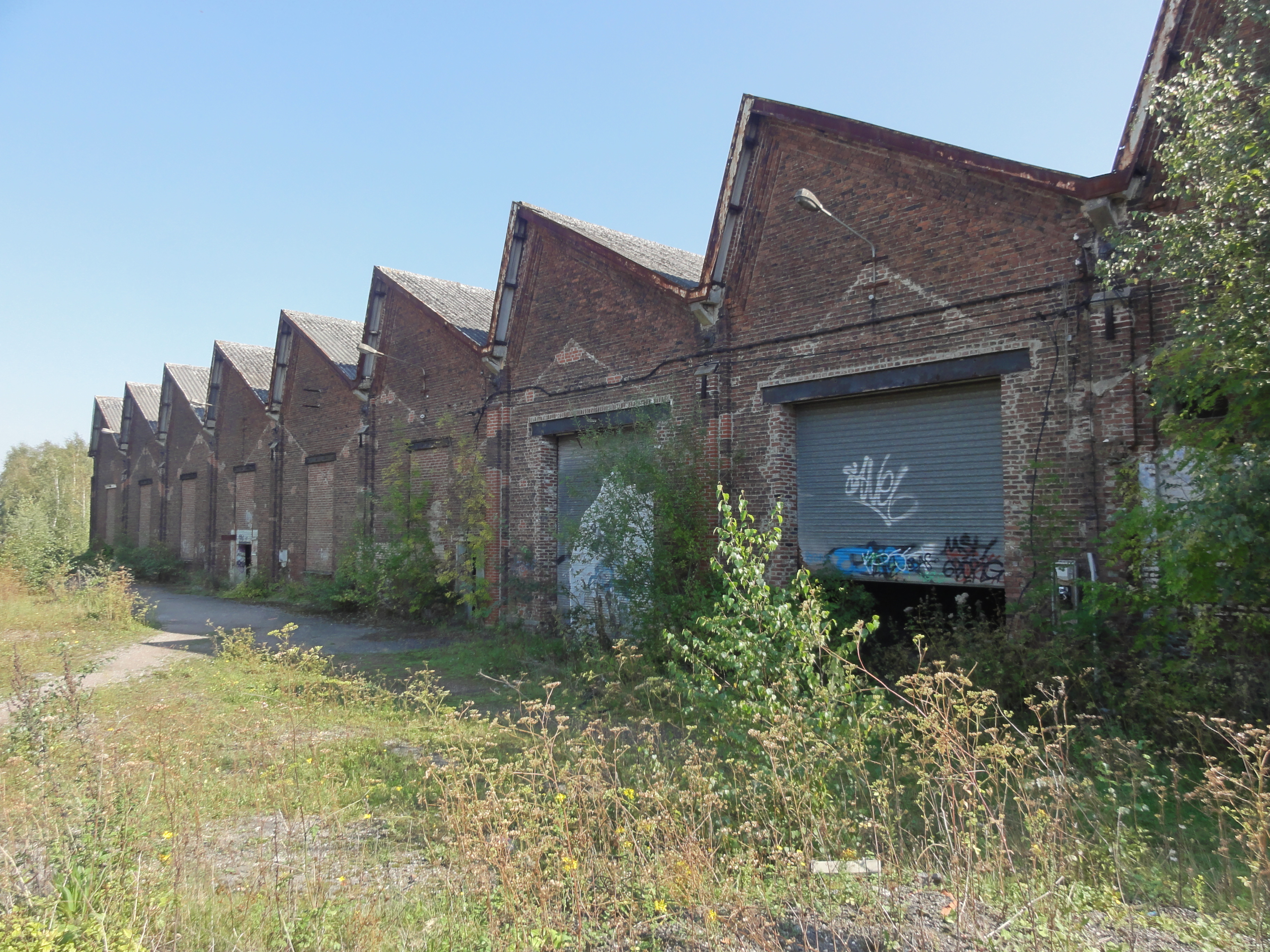
机车仓库旧址
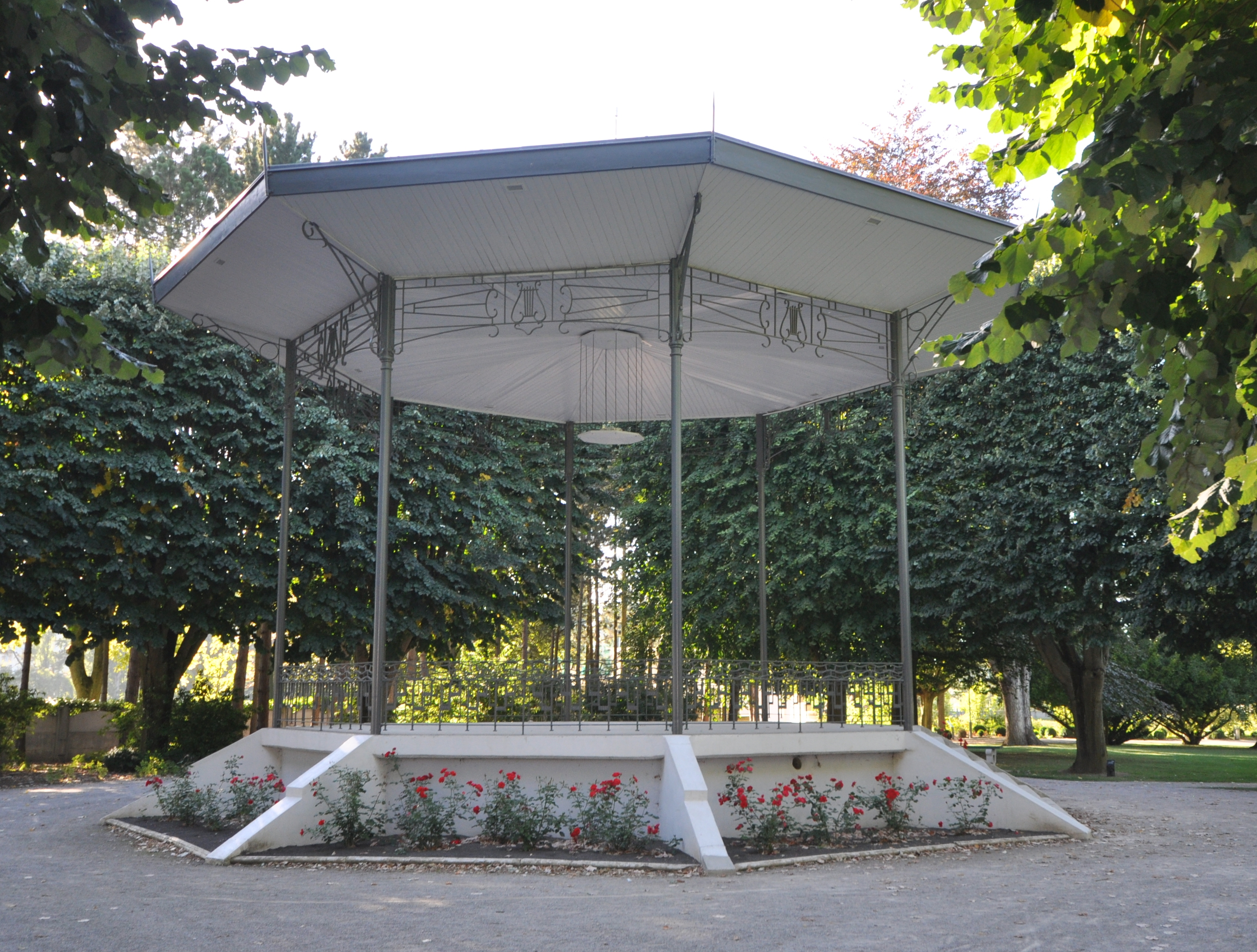
公园凉亭

### 旅游
布律埃-拉比西耶尔的旅游事务由其所属的贝蒂讷-布律埃城市圈公共社区负责。2021年，布律埃-拉比西耶尔境内共有4家酒店共计184间房间。

### 媒体
法国主要的媒体均可在布律埃-拉比西耶尔接收，法国电视三台下属的上法兰西大区频道在部分时段播出布律埃-拉比西耶尔所属区域的地方新闻。当地的主要地方性媒体包括《北部之声报》、蓝色法兰西北方广播、Wéo电视台等。

## 相关人物
法国经济学家菲利普·赫尔佐格和政治学家弗雷德里克·萨维奇出生于布律埃-拉比西耶尔。

## 友好城市
截至2022年1月，布律埃-拉比西耶尔共与五座城市互为友好城市关系：
- 德国 弗伦登贝格（1964年）
- 德国 施韦特（1965年）
- 比利时 梅尔布堡（1975年）
- 塞内加尔 凯杜古（1991年）
- 波蘭 奥尔库什（2001年）